# Valle del Turbio
El Valle del Turbio es una región del país suramericano de Venezuela. Se le denomina así al extenso valle a ambos lados del río Turbio.
El río Turbio, recorre por la ciudad de Barquisimeto, Estado Lara, y vierte sus aguas hacia el Orinoco, a través del río Portuguesa y del Apure. El Turbio comienza a unos 60 km al norte de la ciudad de Barquisimeto, en las serranías de Sanare y tiene unos de 150 km de longitud, desembocando en el río Cojedes, Estado Cojedes.
El nombre indígena del río Turbio es Bariquisimeto (o Variquisimeto) y también son así llamados el valle, la comarca y la antigua ciudad de Nueva Segovia (actual Barquisimeto) desde el siglo XVI.
- Datos: Q6159262